# Ecuato Guineana
Ecuato Guineana (Ecuato Guineana de Aviación - EGA) és una aerolínia amb base en Malabo, Guinea Equatorial. Va ser fundada en 1986 i és l'aerolínia de bandera de Guinea Equatorial que efectua vols de càrrega i passatgers en l'oest d'Àfrica. La seva principal base d'operacions és l'Aeroport Internacional de Malabo. L'aerolínia es troba en la Llista negra d'aerolínies de la Unió Europea.

## Destins
Ecuato Guineana efectua els següents vols (gener de 2005):
- Destins domèstics regulares: Bata i Malabo.
- Destins Internacionals Regulars: Douala i Libreville.

## Flota
En 2013 la flota de l'aerolínia consistia en un únic Yakovlev Yak-40, però al llarg de la seva història ha disposat dels següents aparells:
- Antonov An-24B
- Antonov An-24RV[1]
- Douglas DC-9-30
- Fokker F-28-1000
- Fokker F28 Mk4000[1]
- Embraer ERJ-145[1]
- Fokker F27-100
- Fokker F27-200
- HS-748 Series 2B

## Accidents i incidents
- El 29 de desembre de 1999 tots els sis ocupants d'un Antonov An-28, matrícula 3C-JJI, van perdre la vida quan es va estavellar al Mar Negra, 50 km al nord d'Inebolu, mentre era en ruta de Kíev a Teheran.[4]